# Nalanda
Nālandā (tiếng Phạn: नालंदा; /naːlən̪d̪aː/, phiên âm Hán-Việt: Na-lan-đà) là một trung tâm học tập bậc cao thời cổ đại, một tu viện Phật giáo lớn nằm ở vương quốc cổ Magadha, ngày nay thuộc tiểu bang Bihar, Ấn Độ. Địa điểm này nằm cách Patna chừng 95 kilômét (59 mi) về phía đông nam, gần thành phố Bihar Sharif. Nalanda vốn là một trung tâm học thuật quan trọng từ thế kỷ thứ 5 và phát triển rực rỡ từ triều vua Śakrāditya (danh hiệu chưa rõ, có thể là vua Kumara Gupta I hoặc Kumara Gupta II) cho đến cuối thế kỷ 12 (1197). Sau đó Nalanda bị phá hủy toàn phần.
Ngày nay, Nalanda là một Di sản thế giới được UNESCO công nhận từ năm 2016.

## Tên nguyên thủy
Địa danh Nālandā thì sử sách giải thích khác nhau. Theo sư Huyền Trang vị cao tăng đời Đường khi sang Thiên Trúc tầm đạo thì ghi gốc chữ là Na al,lllam dā, có nghĩa là "Tài năng vô tận" hay "Lòng khoan dung vô tận". Còn theo sư Nghĩa Tịnh thì chữ gốc là Nāga Nanda, tên một con rắn trong ao hồ địa phương. Còn theo nhà khảo cổ học Ấn Độ Hiranand Sastri từng giám đốc việc khai quật di tích thì Nalanda xuất phát từ nālas tức cây sen. Sen mọc nhiều trong khu vực này và tên Nalanda là muốn nhắc đến biểu tượng cây sen.

## Lịch sử
Vua chúa Ấn Độ nhất là triều đại Đế quốc Gupta từng xuất tiền của bảo trợ cho trường Nalanda. Sau đến các vua chúa triều Pala như vua Harsha (thế kỷ thứ 6) vốn mộ đạo Phật lại càng ủng hộ nhiệt tình.
Quần thể khu Nalanda chiếm diện tích 14 héc-ta (488×244 mét). Các công trình xưa đều xây bằng gạch đỏ, nay đã đổ nát chỉ còn phế tích. Nhưng trước thế kỷ 13 vào thời hoàng kim thì Nalanda là nơi thu hút hằng nghìn sĩ tử xa gần tận Tây Tạng, Trung Hoa, Hy Lạp, và cả Ba Tư đến tu học. Vậy mà nằm 1193 Nalanda bị quân Hồi giáo người Turk của Bakhtiyar Khilji tràn vào tàn phá thiêu hủy. Kho sách khổng lồ phải mất ba tháng mới cháy hết. Trường sở mất, các tu sĩ cũng phải ra đi, di tích Nalanda từ đó bị bỏ hoang.
Năm 2006, một số quốc gia, trong đó có Singapore, Trung Quốc, Ấn Độ, và Nhật Bản công bố dự án trùng tu di chỉ này.

## Các nhân vật lịch sử liên hệ với Nalanda
Nhiều nhân vật tiếng tăm trong lịch sử từng đặt chân đến Nalanda trong đó có Phật Thích-ca và Mahavira khoảng thế kỷ 6 và 5 TCN.. Nó cũng là nơi sinh ra và nơi nhập niết bàn của Xá-lợi-phất (Sāriputta), một trong số các môn đồ nổi tiếng của Phật Thích Ca Ngoài ra Nalanda cũng là nơi hội tập nhiều học giả đủ mọi ngành như:
- Aryabhata (476–550): nhà toán học và thiên văn học người Ấn Độ.[12]
- Aryadeva: (thế kỷ thứ 3) danh xưng khác: Kanadeva, Đề Bà [Bồ Tát], Thánh Thiên Tôn Giả, Phiến Mục Thiên): môn đồ của Nagarjuna (Long Thụ).[13] :43
- Atisa: (980–1054) Nhiên Đăng Cát Tường Trí
- Chandrakirti (Nguyệt Xứng): môn đồ của Nagarjuna (Long Thụ).
- Dharmakirti (Pháp Xứng), luận sư Phật giáo[14]
- Dharmapala (Hộ pháp)
- Dinnaga (Trần-na Bồ Tát, Đại Vực Long): luận sư của Duy thức tông.
- Jinamitra
- Đại Thành Tựu Giả Saraha
- Nagarjuna: (600-650) :43
- Padmasambhava (Liên-hoa-sinh): đại sư truyền Kim cương thừa (Vajrayana) sang Tây Tạng
- Shantarakshita: cao tăng của Trung quán tông, người thành lập tăng đoàn Phật giáo đầu tiên tại Tây Tạng, và cùng với Liên-hoa-sinh lập ngôi chùa Phật giáo đầu tiên tại Tây Tạng.
- Shilabhadra (Giới Hiền, Thi-la Bạt-đà-la): thầy dạy của sư Huyền Trang (Đường Tăng)[15]
- Huyền Trang: cao tăng thời Đường, hành hương sang Ấn Độ tầm kinh[16] :191
- Nghĩa Tịnh: cao tăng đời Đường, dịch kinh sách Phật từ tiếng Phạn sang hán văn[16]:197
- Liên Hoa Giới: luận sư
- Naropa: đại thành tựu giả của Ấn Độ

## Thư viện ảnh

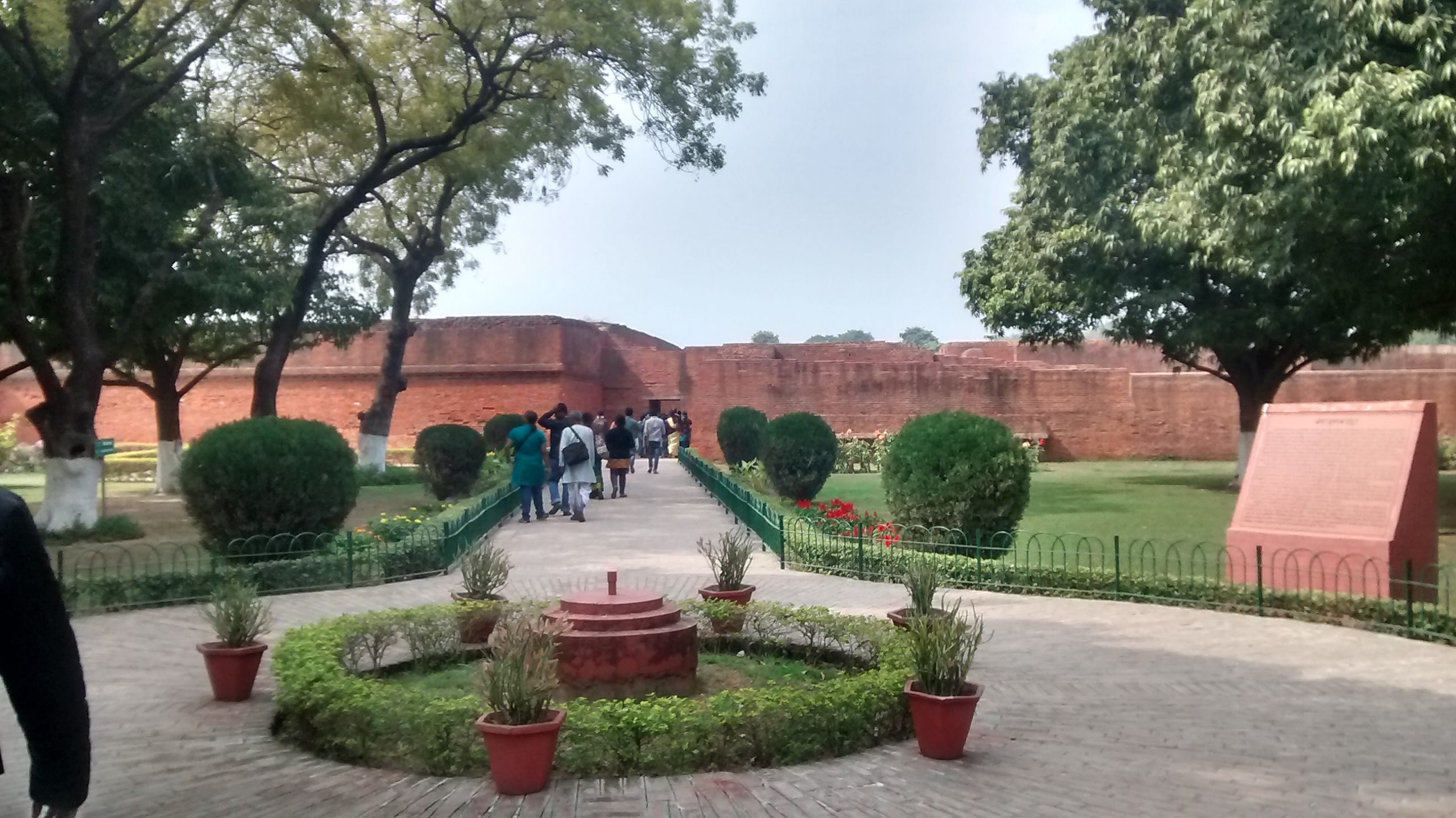
Cổng vào di chỉ Nalanda
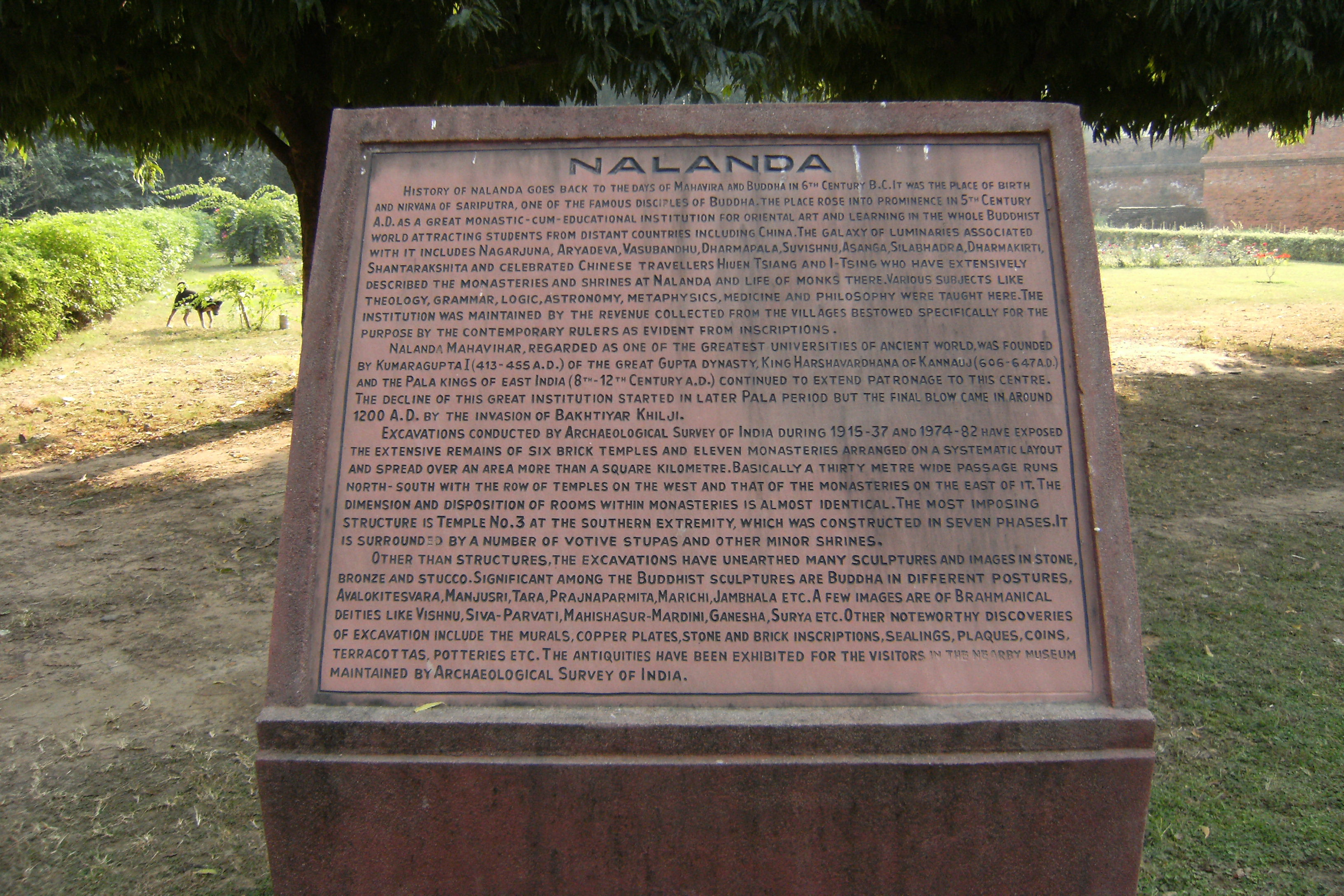
Bảng thông tin ghi lịch sử Nalanda.
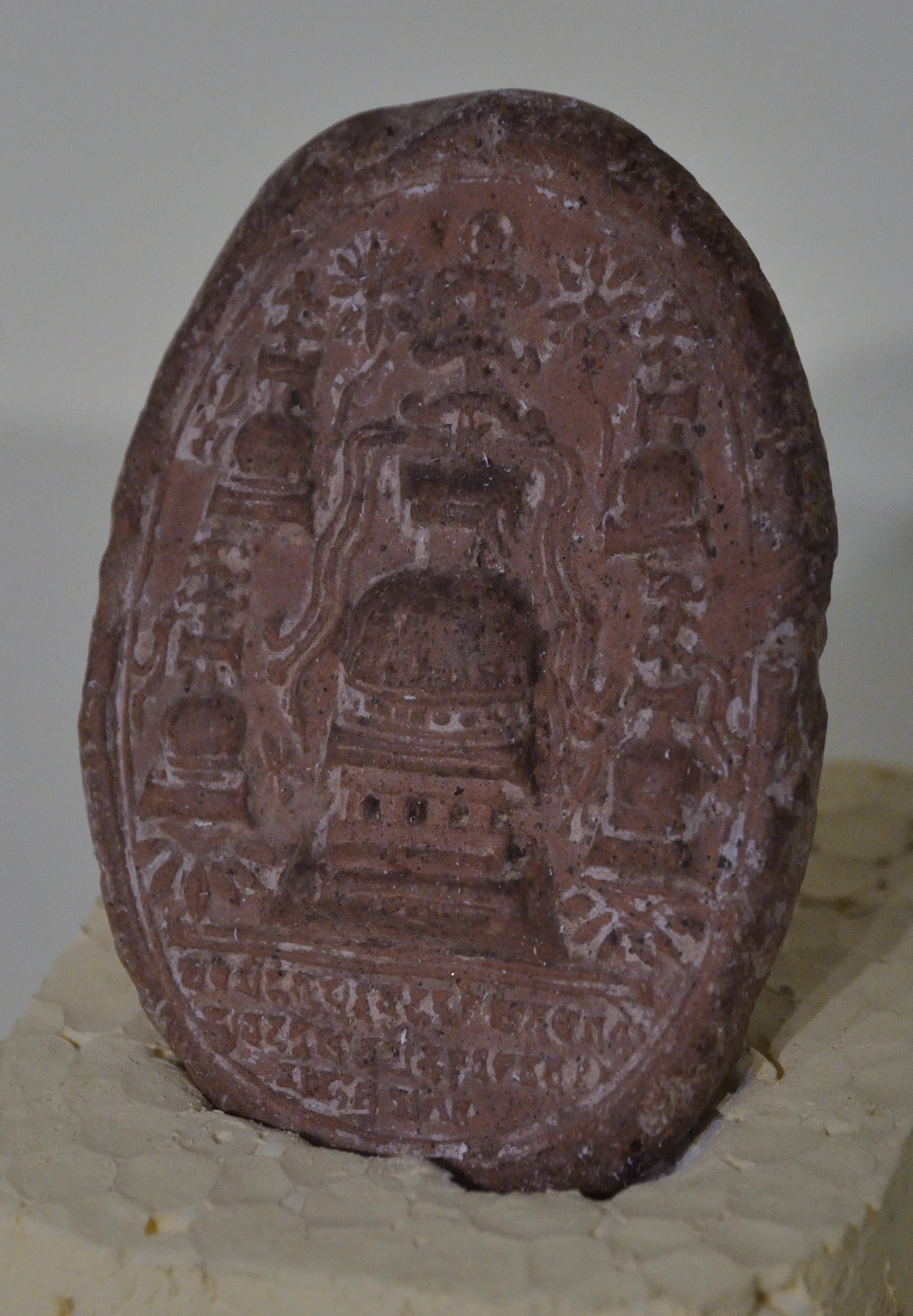
Phiến đất nung từ triều đại Gupta khoảng thế kỷ 5 -6
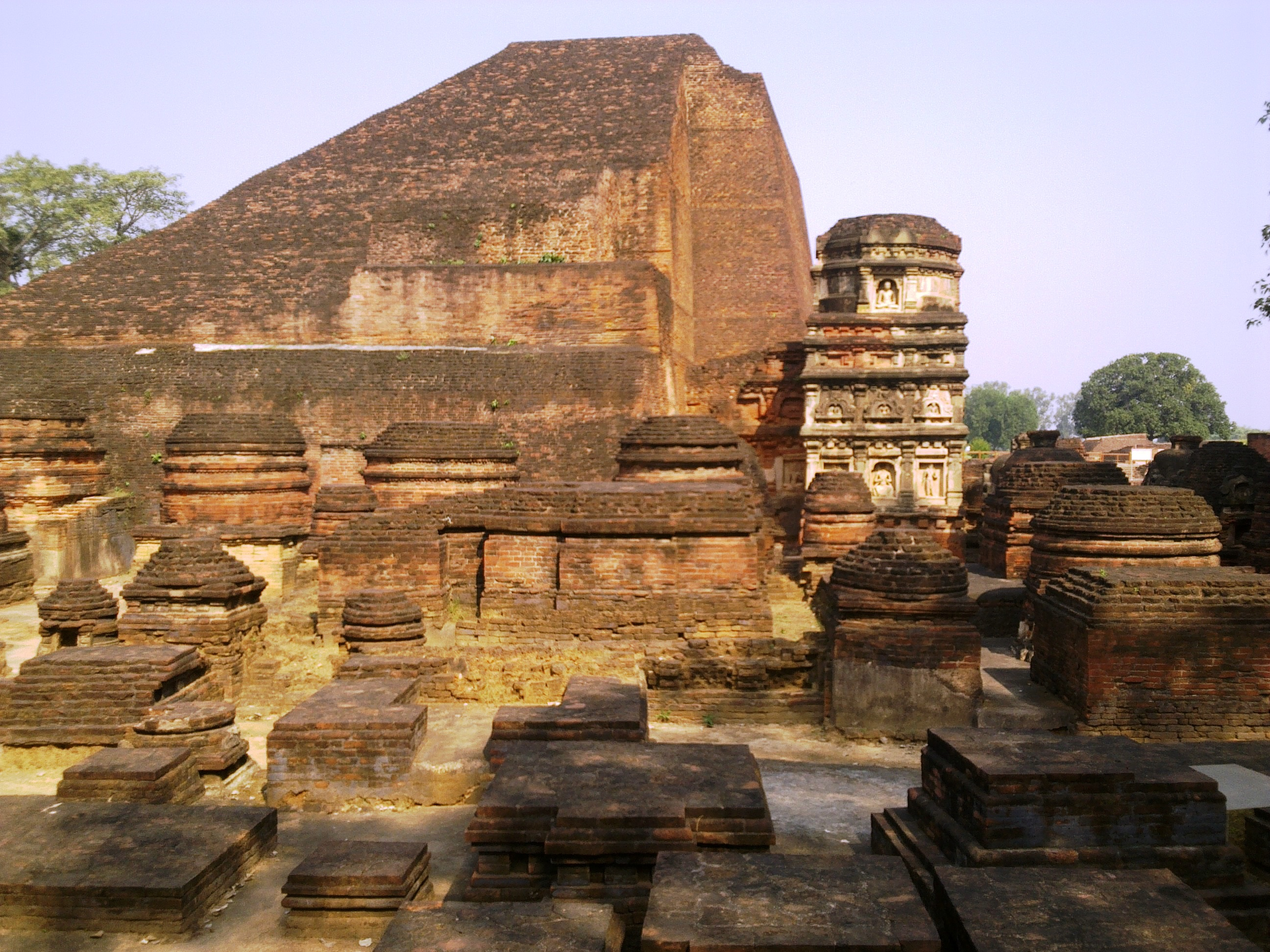
Nền phế tích tháp Sāriputta, (chùa 3)
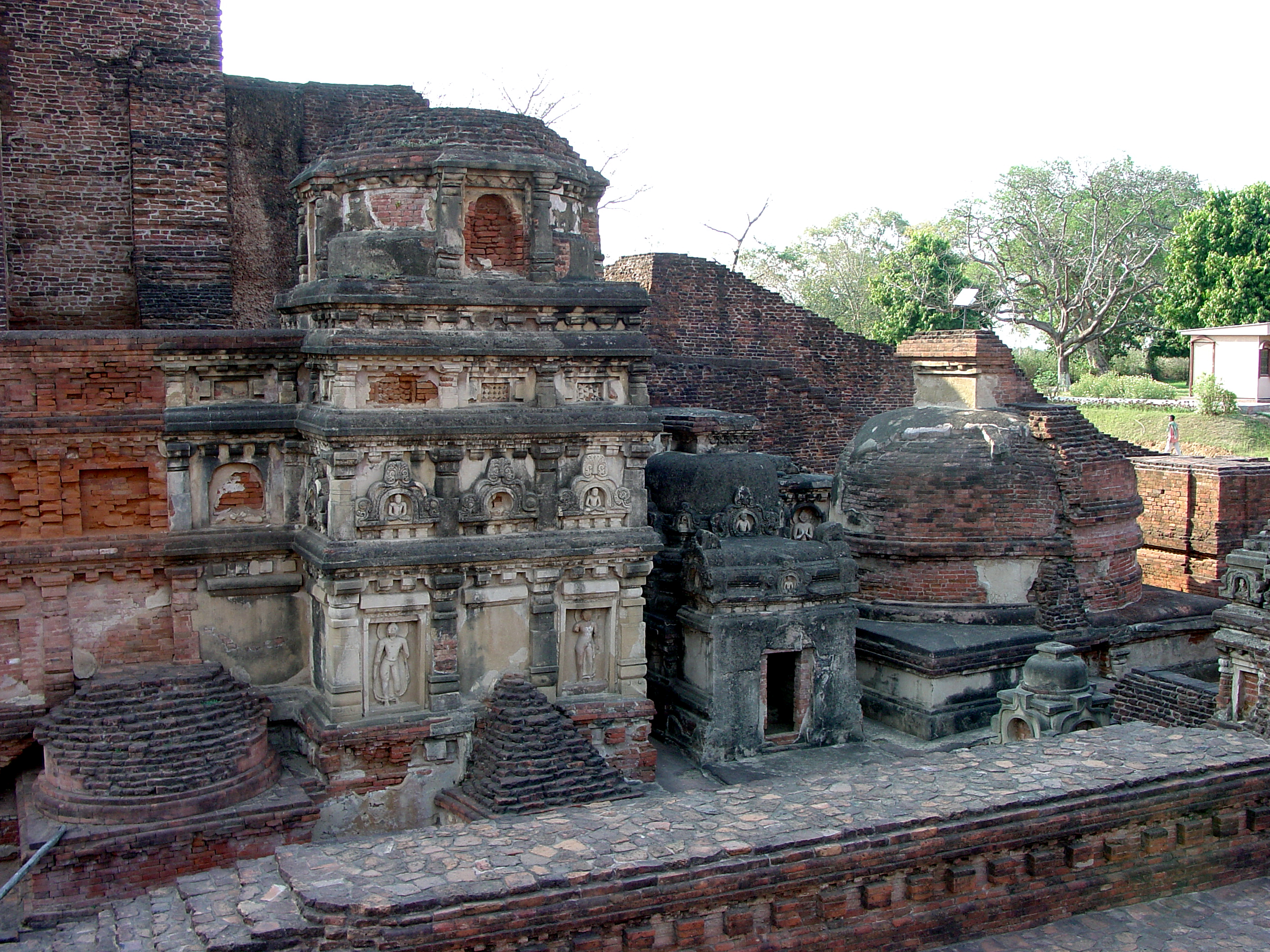
Tháp Sāriputta, chùa phụ
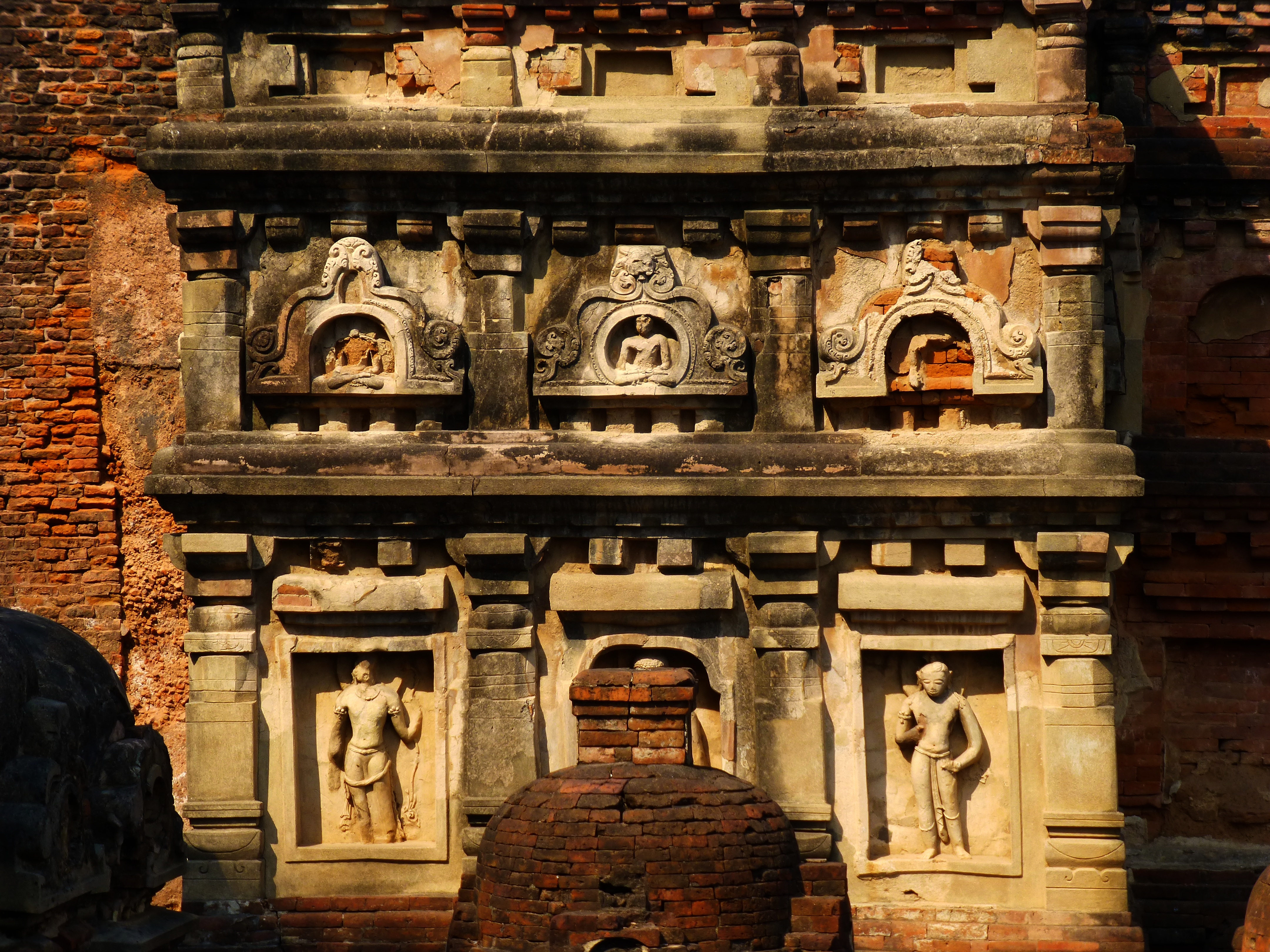
Chi tết trang trí đắp bằng vữa trên tháp Sāriputta
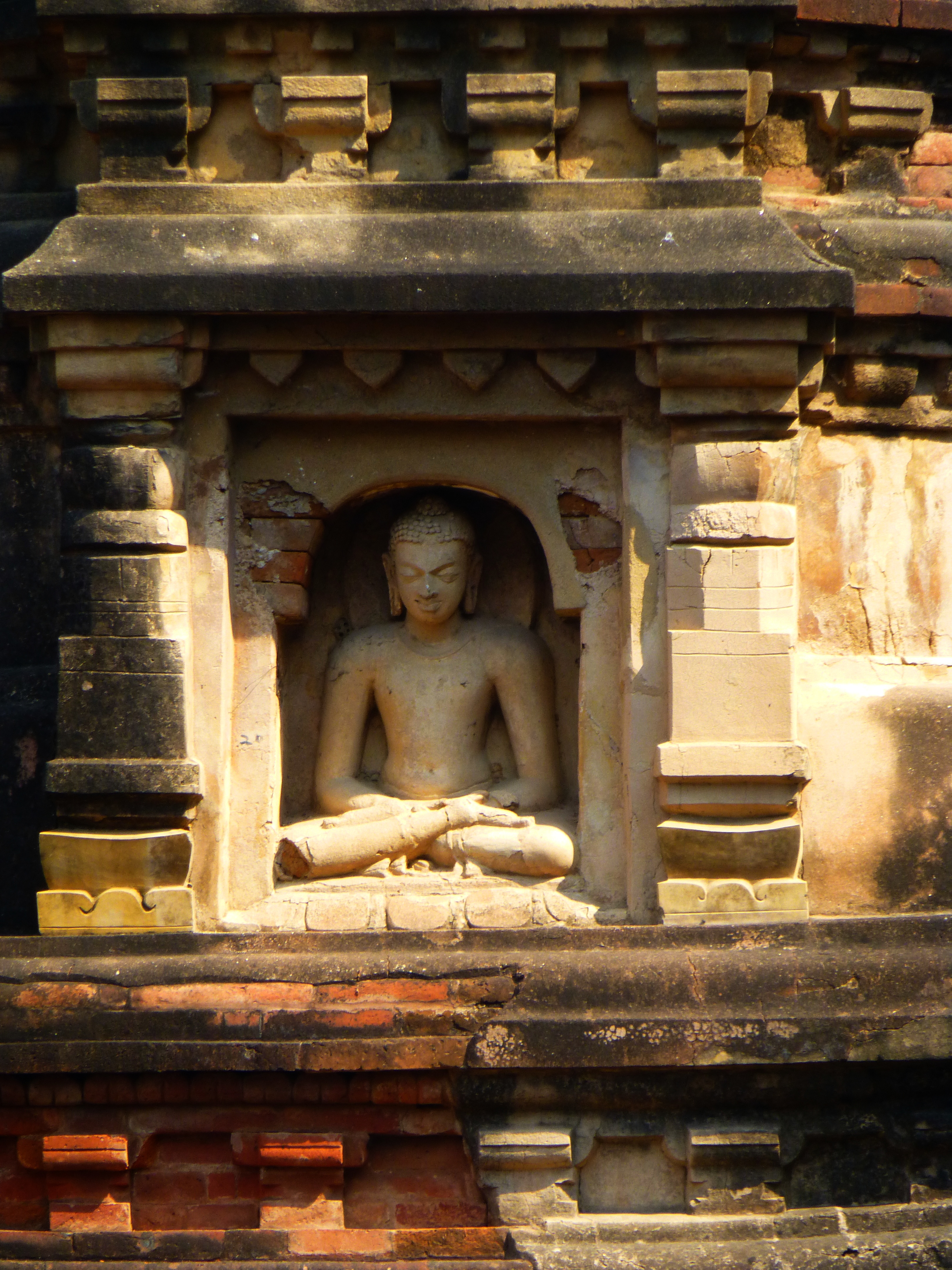
Hình Phật bằng vữa trên tháp Sāriputta
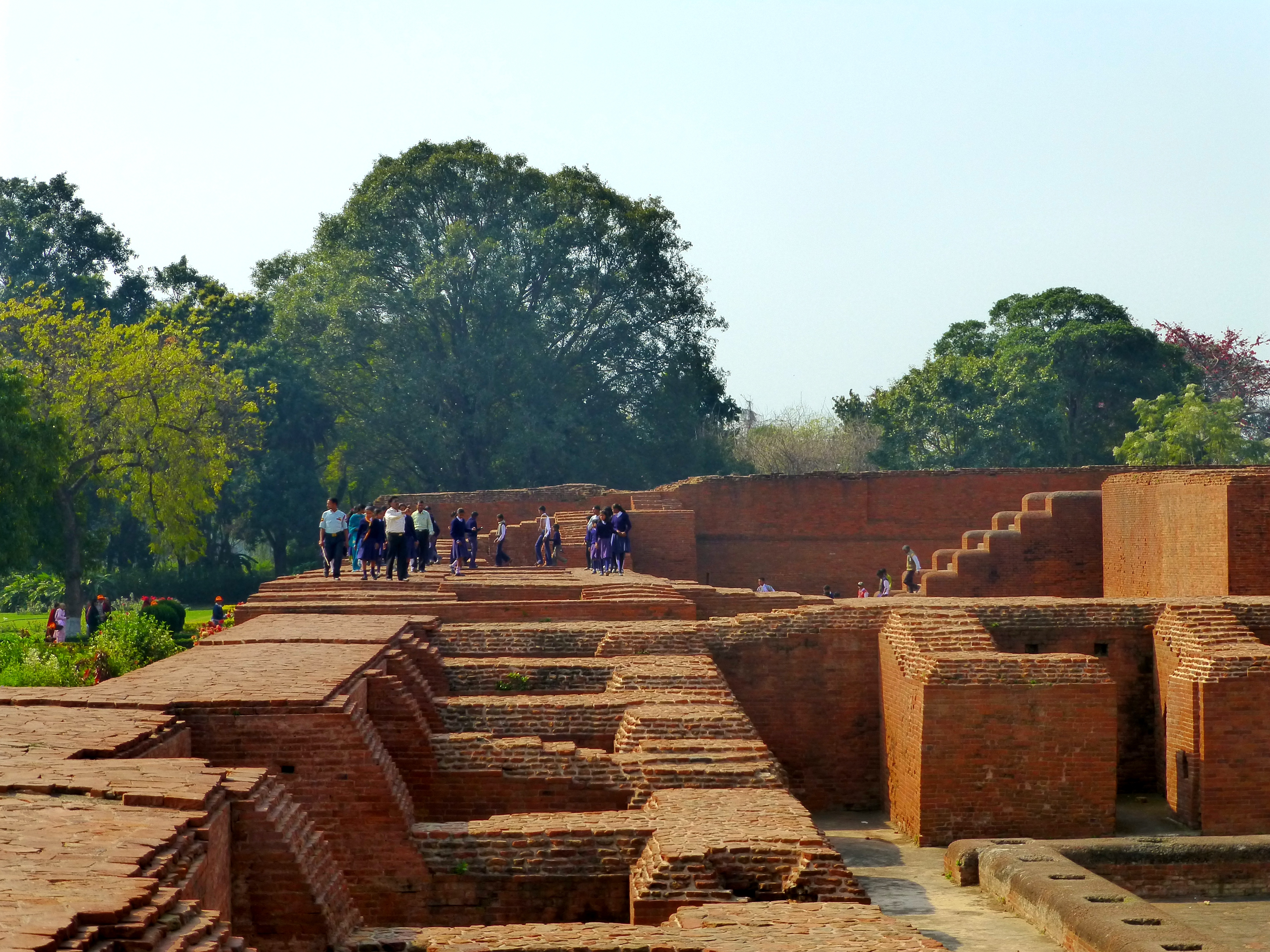
Du khách đi thăm phế tích Nalanda, phần lớn nay chỉ còn nền gạch đỏ
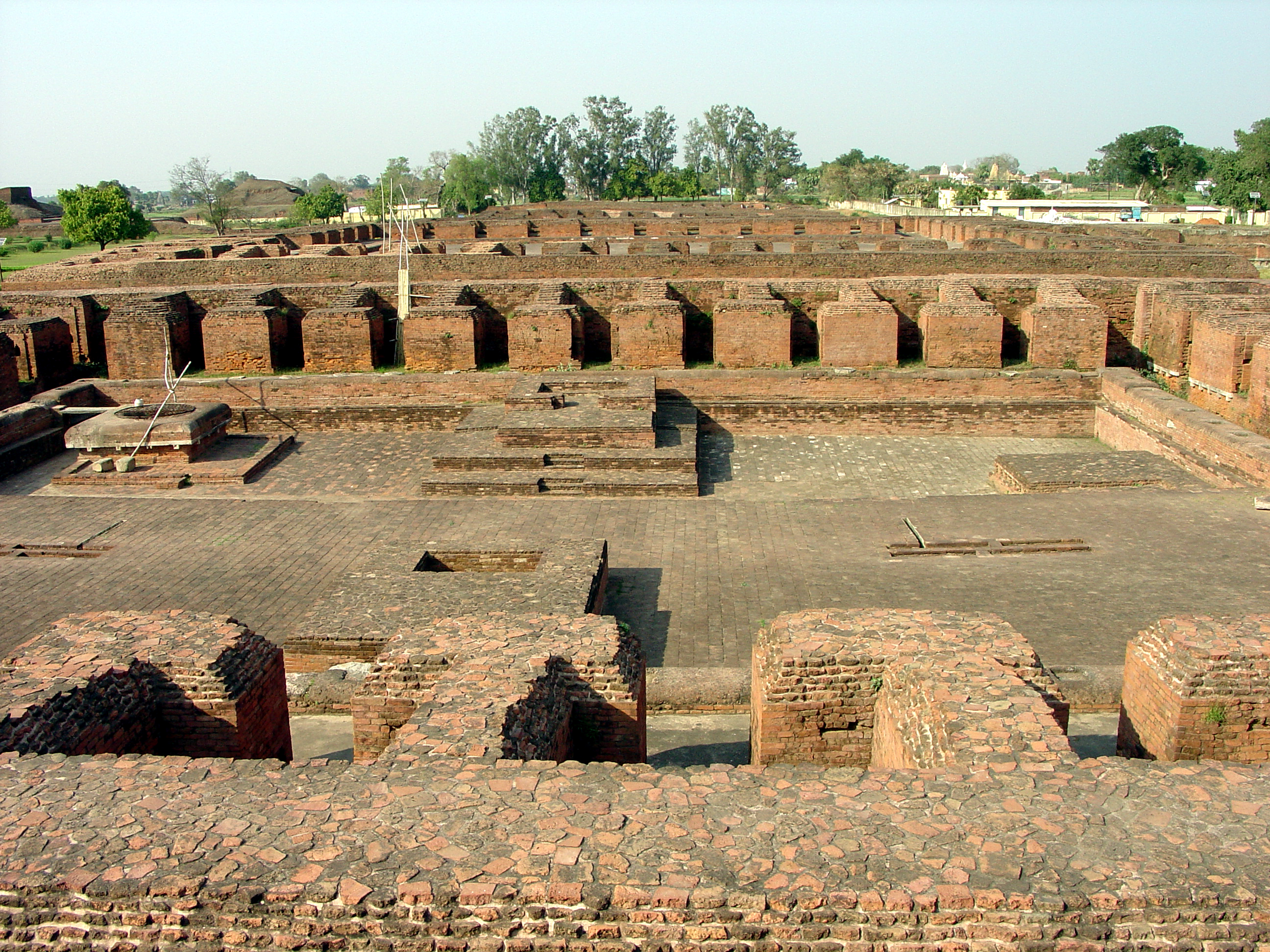
Tu viện
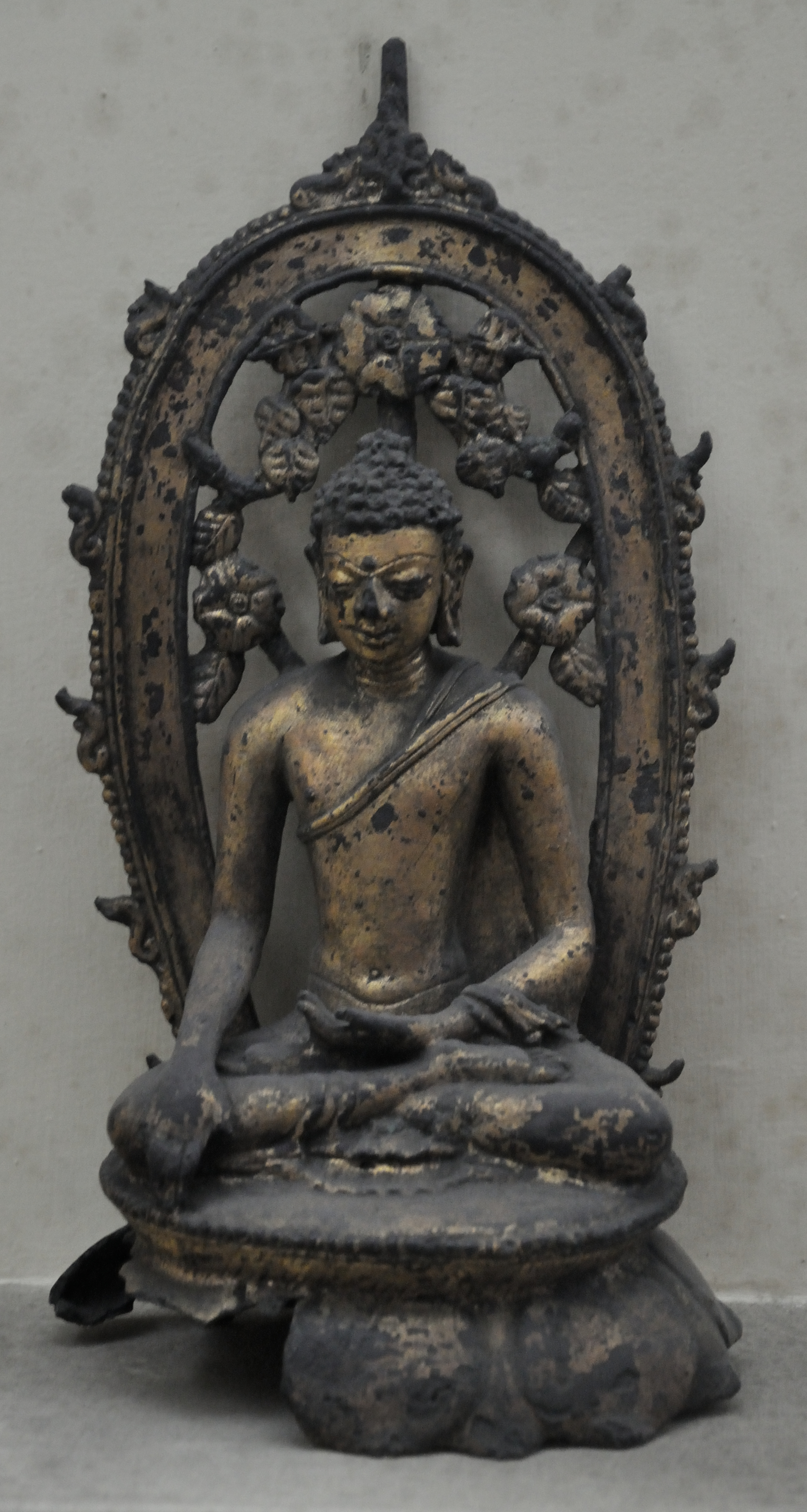
Tượng Phật bằng đồng đen, thế kỷ thứ 8
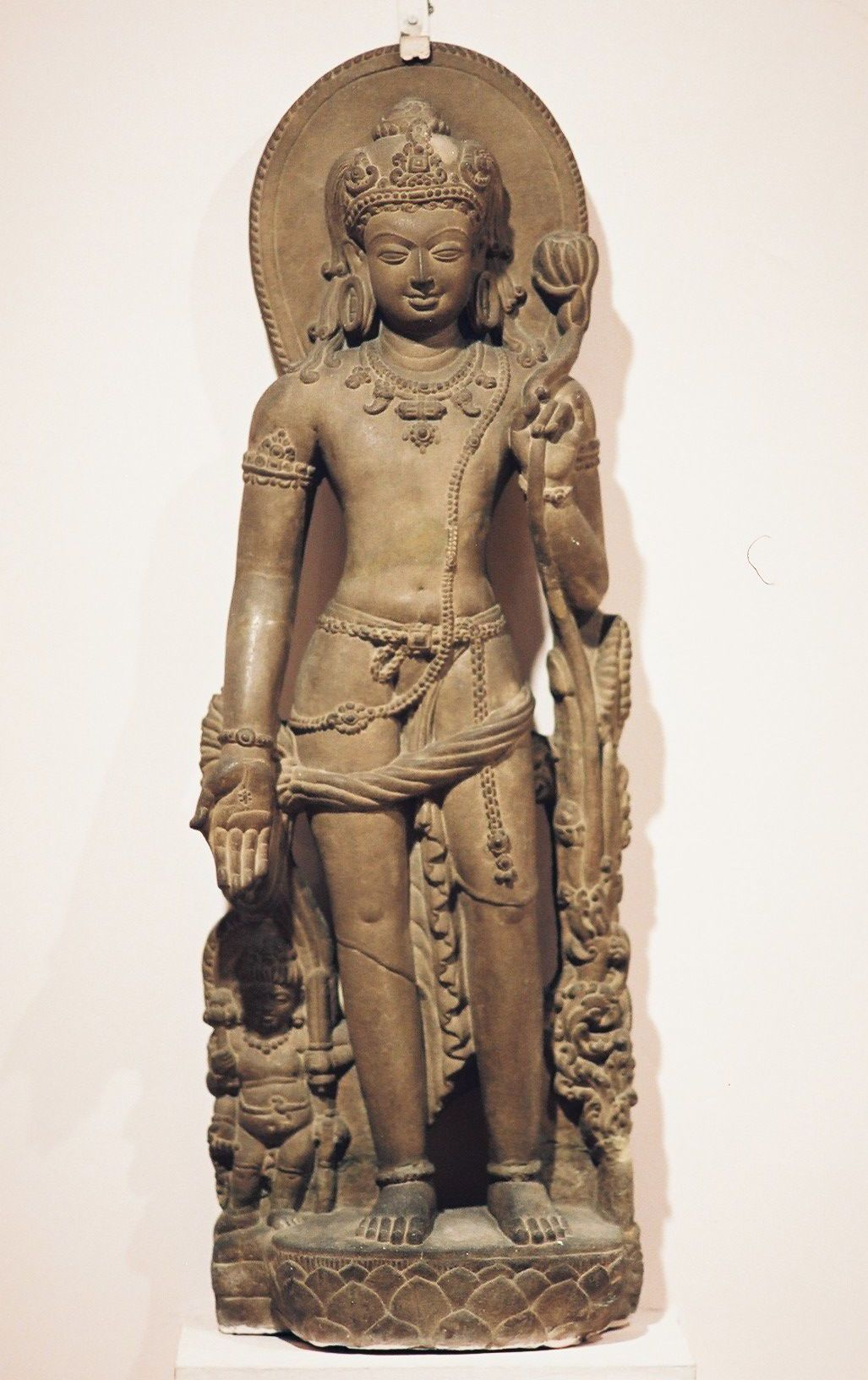
Tượng đá Khalarpana Lokeshvara (biến thân của Avalokisteshvara) thế kỷ thứ 9
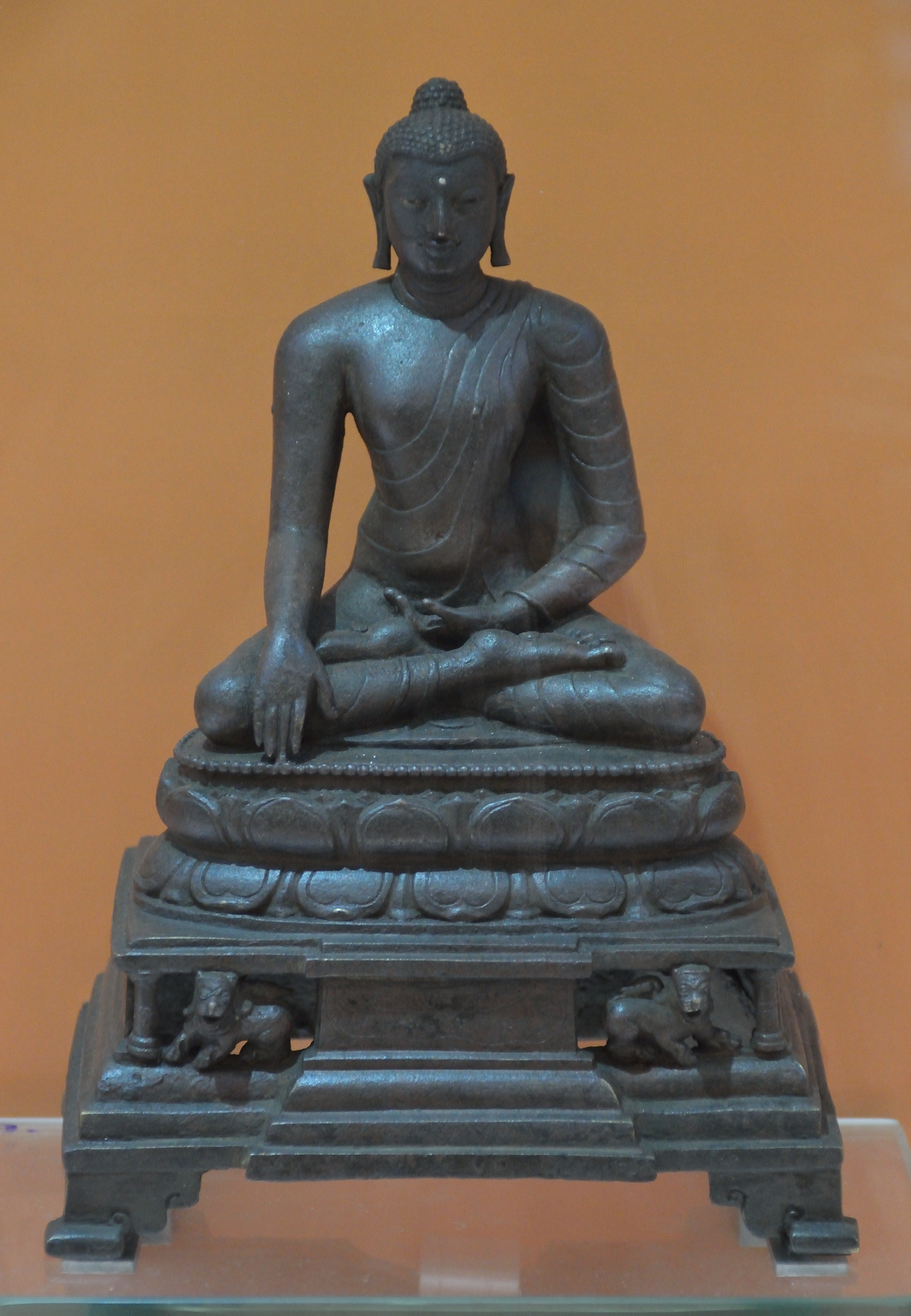
Tượng Phật bằng đồng, thế kỷ thứ 9 - 10
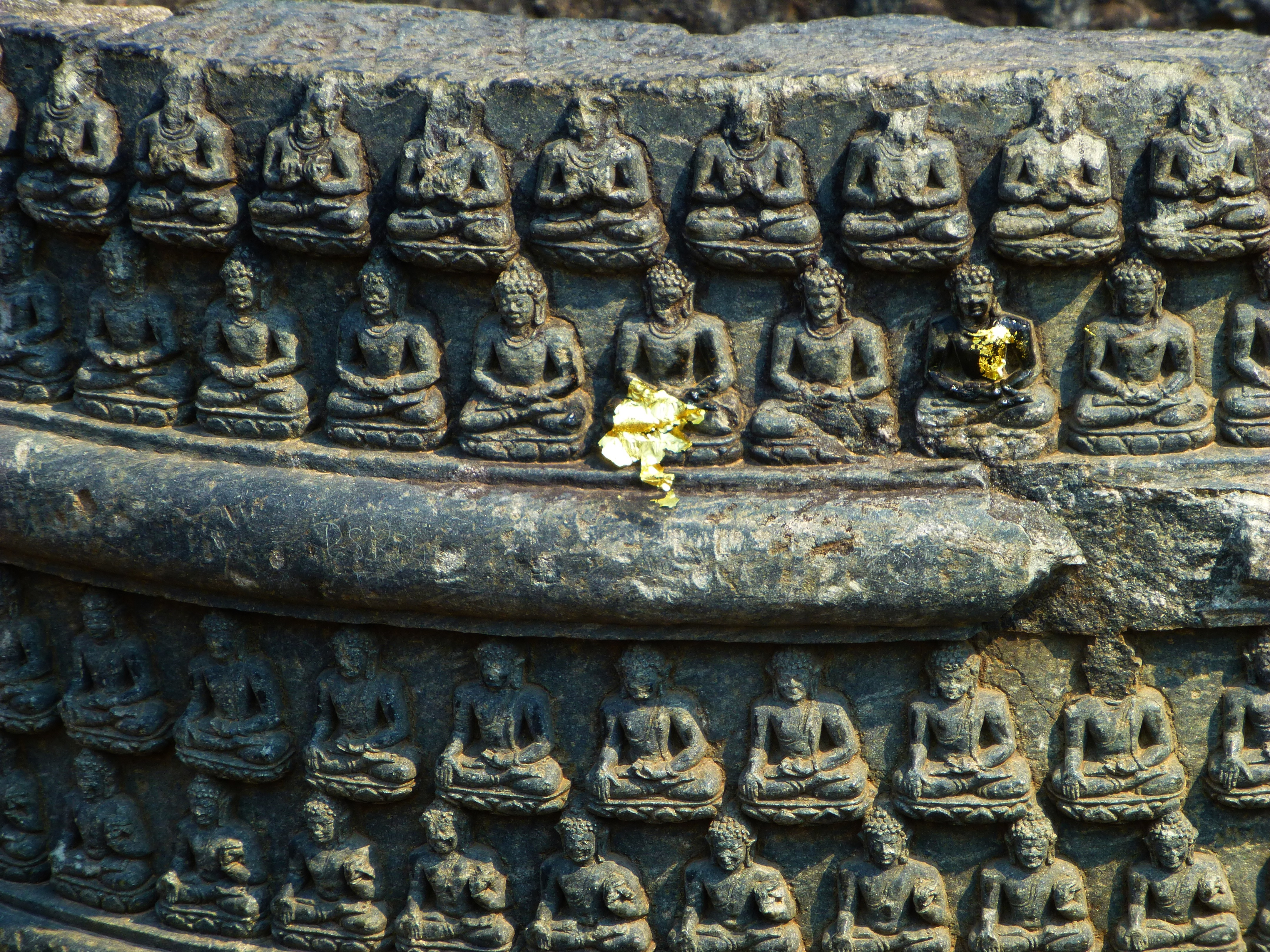
Mảnh trang trí trên tháp đất nung
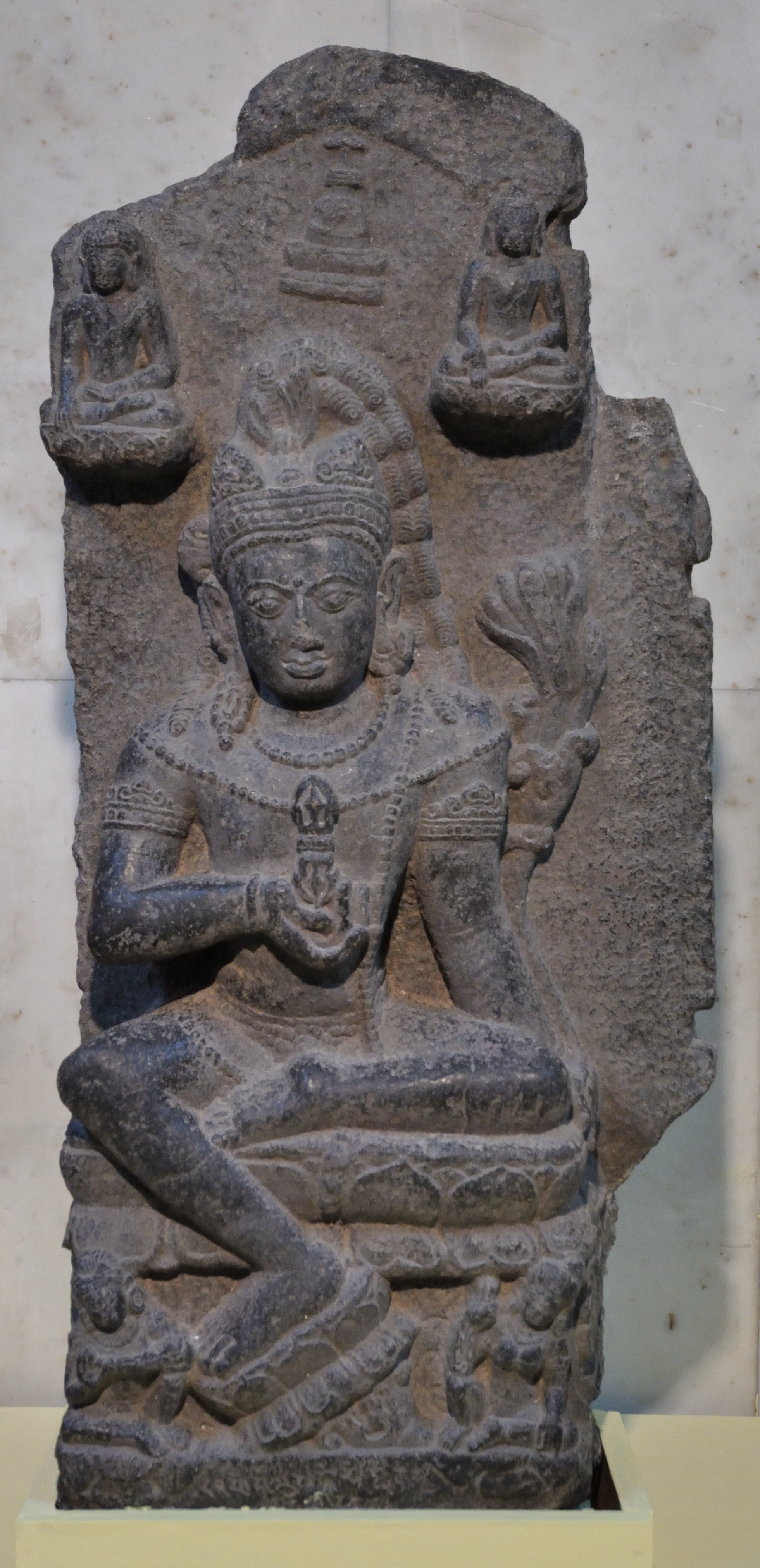
Tương chạm bằng đá bazan, thế kỷ thứ 8
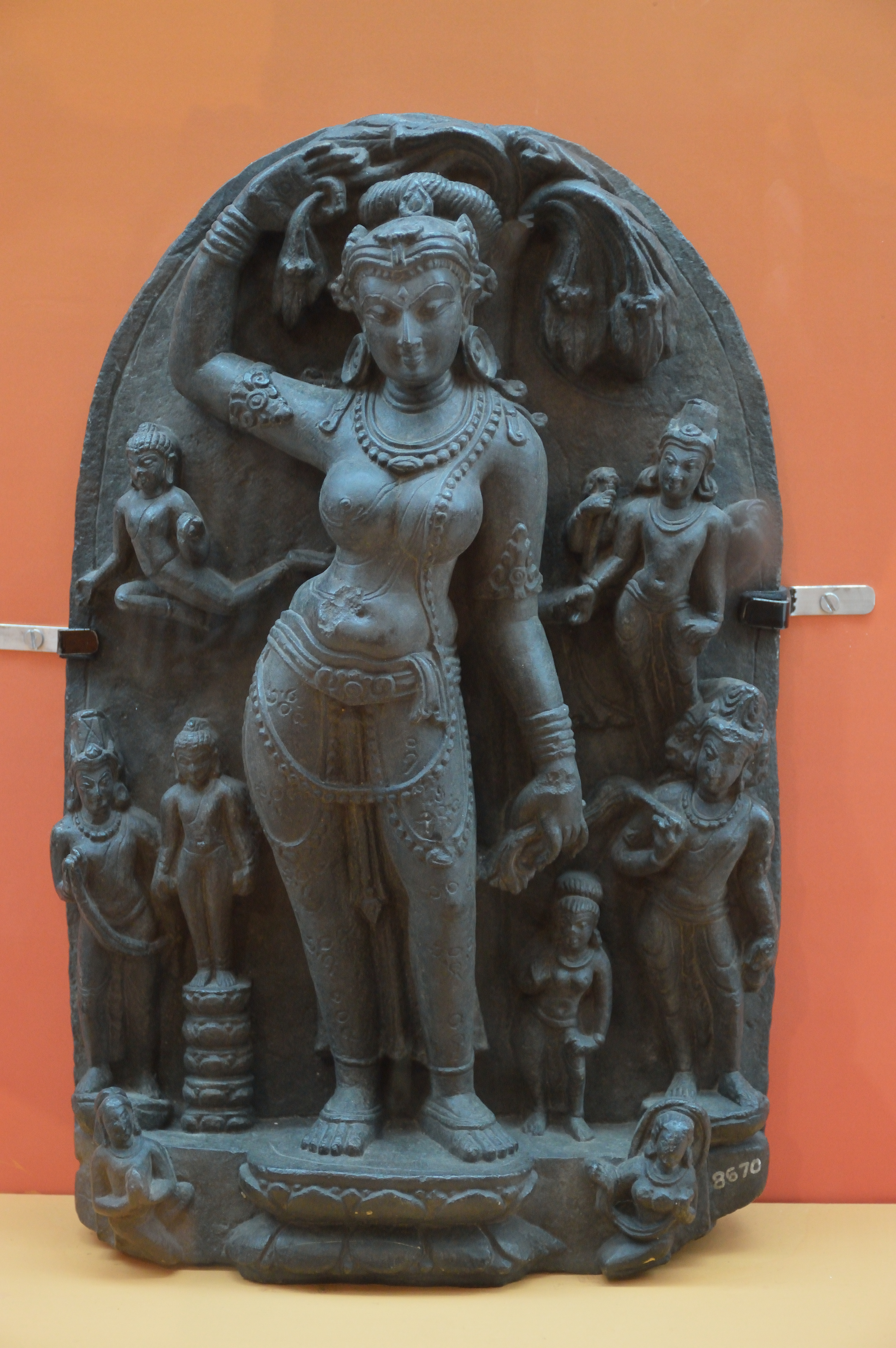
Bức chạm đức Phật đản sinh, thế kỷ thứ 10
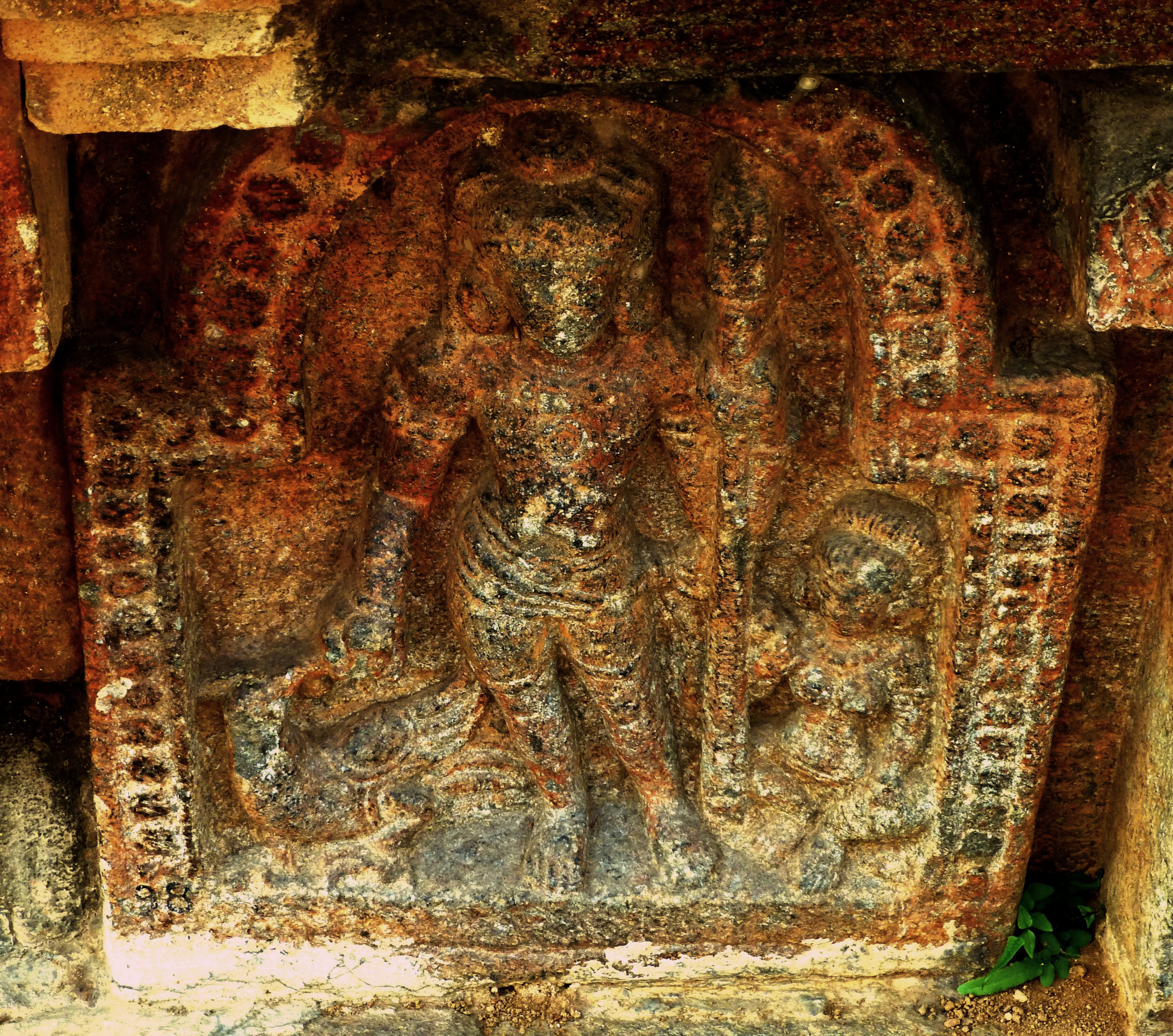
Skanda, chùa 2
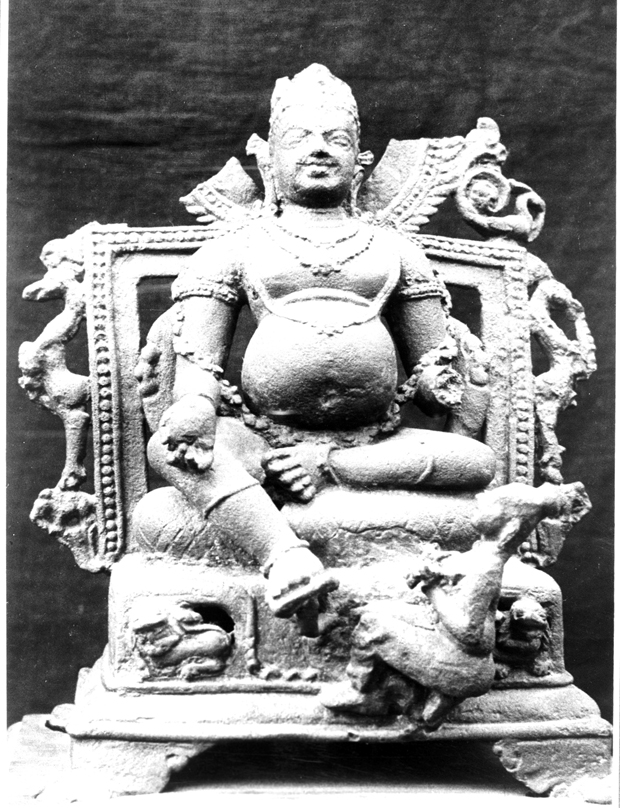
Kubera
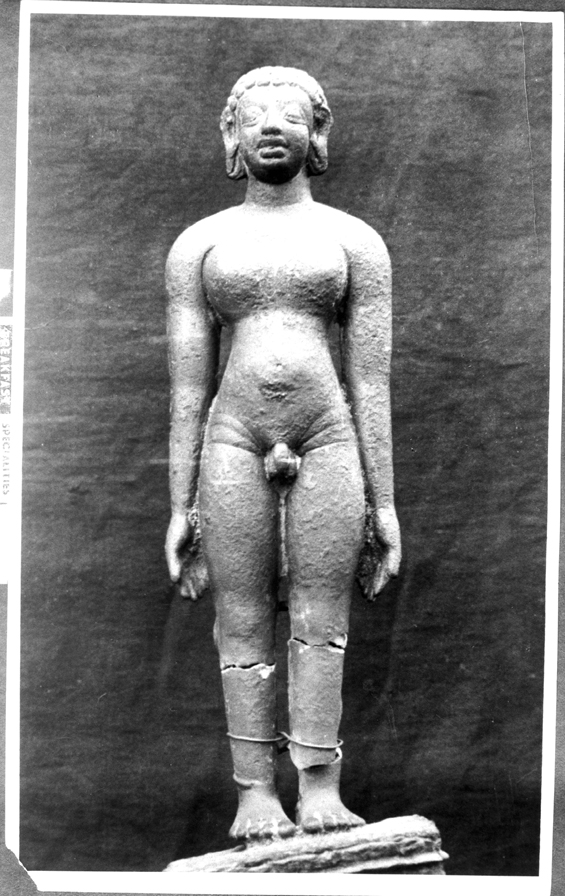
Jain Tirthankara, bằng đồng đen, thế kỷ thứ 10 A.D.
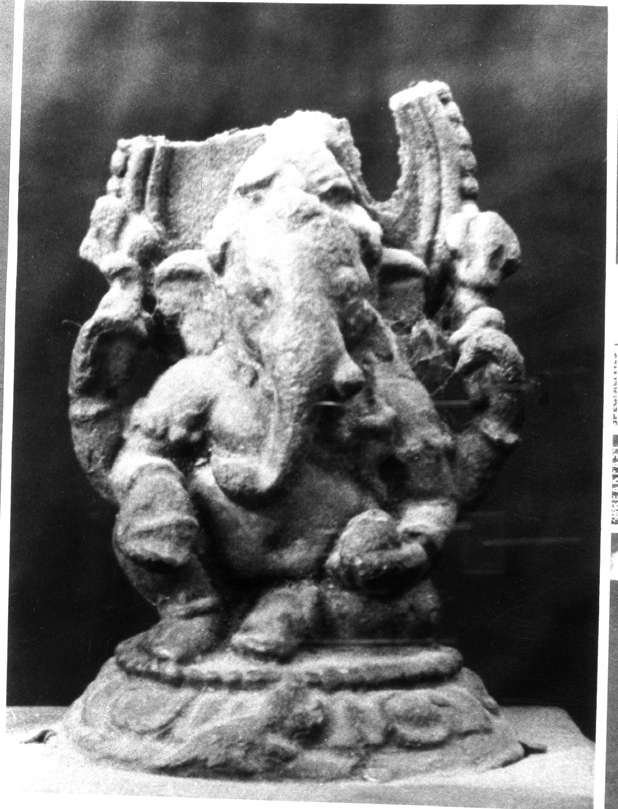
Ganesha bằng đồng đen thế kỷ thứ 10